# Riddick: Chroniken eines Kriegers
Riddick: Chroniken eines Kriegers (Originaltitel: The Chronicles of Riddick) ist ein Science-Fiction-Film aus dem Jahr 2004 von Regisseur David Twohy. Die Hauptrolle übernahm Vin Diesel, der den Film auch mitproduzierte. Der Film ist eine Fortsetzung von Pitch Black – Planet der Finsternis aus dem Jahr 2000. Der Film startete am 2. September 2004 in den deutschen Kinos.

## Handlung
Riddick hat sich kurz nach den Ereignissen von Pitch Black von seinen beiden Mitüberlebenden Imam und Jack getrennt und auf dem Eisplaneten U.V.6 versteckt, auf dem ihn fünf Jahre später der Kopfgeldjäger Toombs mit einer kleinen Gruppe von Jägern aufspürt. Riddick überwältigt Toombs’ Männer jedoch ohne größere Probleme und erzwingt von Toombs Informationen über seinen Auftraggeber: Jemand auf dem Planeten Helion Prime ist bereit, 1,5 Millionen für Riddick zu zahlen. Nachdem er Toombs aus dem Schiff geworfen hat, macht Riddick sich auf den Weg nach Helion Prime, um Toombs Auftraggeber zu finden: Er nimmt an, es war Imam, da dieser als einziger wusste, wo Riddick sich versteckt hatte.
Dort angekommen erfährt er, dass in der Tat Imam und Aereon, die Botschafterin des rätselhaften Volkes der Elementals, das Kopfgeld ausgesetzt hatten, um ihn nach Helion Prime zu locken. Die beiden haben gute Gründe: Die von ihrem Lord Marshal angeführten Necromonger, eine Armee diabolischer Krieger, sind auf dem Weg nach Helion Prime, um die Bevölkerung zu versklaven und den Planeten zu zerstören, wie sie es schon auf vielen anderen Planeten taten. Die Necromonger sind auf einem Kreuzzug durch das All, um das „Underverse“ zu finden, eine mystische Dimension, in der die Grenzen zwischen Leben und Tod verschwimmen. Sie sehen den Tod als die zentrale Konstante des Universums an, von der das Leben nur eine kurzzeitige Abweichung darstellt.
Aereon berichtet Riddick von einer Legende: Angeblich ist das vergessene Volk der Furyaner das einzige, das der Lord Marshal fürchtet. Der Grund dafür ist eine Prophezeiung, dass ihn ein Furyaner einst töten werde. Daraufhin ließ er den Heimatplaneten der Furyaner zerstören und jeden furyanischen Jungen umbringen. Riddick ist einer der wenigen Furyaner, die überlebten. Daher hat man ihn gesucht.
Imam berichtet ihm, dass Jack auf dem Gefängnisplaneten Crematoria verschwunden ist. Bevor er sich dorthin auf den Weg machen kann, greift die Flotte der Necromonger an, und eine Schlacht entbrennt am Himmel und in den Straßen von Helion Prime. Imam wird von einem Necromonger getötet. Riddick kann dessen Familie in Sicherheit bringen, muss aber später dabei zusehen, wie der Lord Marshal die Bevölkerung in die Knie zwingt. Nachdem Riddick vor den Augen des Lord Marshals Imams Mörder getötet hat, überredet ihn Dame Vaako, die Gattin des hochrangigen Necromonger-Offiziers Lord Vaako, mit an Bord des fliegenden Palastes der Necromonger zu kommen. Im Palast wird Riddick in eine Kammer gebracht, in der die Orakel der Necromonger seine Gedanken lesen und ihn als Furyaner entlarven. Daraufhin will ihn der Lord Marshal töten lassen, doch Riddick flieht und lässt sich von Toombs einfangen, der inzwischen eine neue Mannschaft angeworben hat.
Er manipuliert die Kopfgeldjäger, ihn nach Crematoria zu bringen, wo er Jack wiedertrifft, die sich nun Kyra nennt und inzwischen zu einer jungen Frau herangewachsen ist. Das Wiedersehen verläuft frostig, da Kyra Riddick die Schuld an all dem Schlechten gibt, das ihr seit ihrer Trennung widerfahren ist. Riddick dagegen versucht, ihr zu erklären, dass er fortging, um sie zu schützen.
Riddick, Kyra und einige Gefangene planen eine Flucht, als die Wächter von Crematoria wegen eines Necromonger-Jagdschiffs unter dem Kommando von Lord Vaako in Panik geraten, das sich dem Planeten nähert, um Riddick zu finden. Dabei entbrennt ein Feuergefecht zwischen den Wächtern und Toombs Kopfgeldjägern, bei dem sich fast alle Beteiligten gegenseitig erschießen. Während die verbliebenen Wachleute durch Crematorias Tunnelsystem zu Toombs’ Schiff unterwegs sind, müssen Riddick und die anderen Flüchtenden sich über Crematorias Oberfläche dorthin durchschlagen. Dies wird auch deshalb ein Wettlauf gegen die Zeit, da Crematorias Oberfläche sich bei Sonnenaufgang von nächtlichen −300 °F (ca. −185 °C) in Sekundenschnelle auf +700 °F (ca. +370 °C) erhitzt. Vor dem Hangar mit Toombs’ Schiff werden die Flüchtenden von den Necromongern gestellt und beinahe alle getötet – scheinbar auch Riddick. Kyra schließt sich notgedrungen den Necromongern an, während Riddick vom Purifier, einem hochrangigen Berater des Lord Marshal, in den Hangar geschleppt wird. Der Purifier eröffnet Riddick, dass er ebenso wie dieser ein Furyaner sei und Riddick den Lord Marshal töten müsse. Dann tritt er hinaus ins Freie, um bei lebendigem Leib zu verbrennen.
Riddick macht sich mit Toombs’ Schiff auf, um Kyra zu finden. Er schleicht sich in den fliegenden Palast und muss entsetzt feststellen, dass Kyra bereits von den Necromongern zu einer der ihren gemacht wurde. Schließlich kommt es zum finalen Duell mit dem Lord Marshal, in dessen Verlauf Dame Vaako ihren Ehemann anweist, den Anführer im richtigen Moment selbst zu töten, um gemäß der Necromonger-Tradition „Was du tötest, gehört dir“ der neue Lord Marshal zu werden.
Riddick scheint zunächst zu unterliegen, bis ihm Kyra plötzlich zur Hilfe kommt, allerdings wird sie selbst dabei tödlich verwundet. Schließlich kann Riddick den Lord Marshal töten. Nach dem Tod des Lord Marshals verneigen sich Vaako und die anderen Umstehenden vor ihm, da er gemäß den Necromonger-Regeln den Besitz des Getöteten behalten darf – mit seinem Sieg wurde er der Herrscher über die Necromonger.

## Hintergrund
Die Produktionskosten wurden auf 105 Millionen US-Dollar geschätzt. Der Film spielte an den Kinokassen weltweit rund 116 Millionen US-Dollar ein, davon 58 Millionen in den Kinos der USA.
Besser verkauften sich der zwischen den beiden Spielfilmen angesiedelte Zeichentrickfilm Riddick: Krieger der Finsternis und das Videospiel The Chronicles of Riddick: Escape from Butcher Bay, von dem am 24. März 2009 die Fortsetzung The Chronicles of Riddick: Assault on Dark Athena erschien. Die DVD-Verkäufe sowohl der Kinoversion als auch des Director’s Cut liefen hervorragend, letzterer verkaufte sich allein am ersten Tag 1,5 Millionen Mal.
Im März 2009 bestätigte Vin Diesel bei der Vorstellung von The Chronicles of Riddick: Assault on Dark Athena die Umsetzung zweier weiterer Riddick-Kinofilme. Dabei verglich er die Riddick-Saga exemplarisch mit den auf den Büchern von Tolkien basierenden Der-Herr-der-Ringe-Filmen. So sei Pitch Black als eine Art Vorgeschichte zu sehen, ähnlich wie Der Hobbit in der Welt von Mittelerde. Riddick: Chroniken eines Kriegers sei somit wie Der Herr der Ringe: Die Gefährten der Auftakt zu einer eigenständigen Trilogie.

## Director’s Cut
Der etwa 15 Minuten längere Director’s Cut bietet zusätzliche Szenen, die Einblick in Riddicks Vergangenheit geben; das entscheidende Element ist hierbei die Vision einer furyanischen Frau, möglicherweise seiner Mutter, die ihm während des Cryo-Schlafs und in kritischen Momenten Bilder und Gedanken aus seiner zerstörten Heimatwelt sendet. In einer Szene auf Crematoria, die in der Kinofassung fehlt, presst sie ihre Hand in einer Vision auf Riddicks Brust und erweckt so eine mysteriöse Kraft in ihm, durch die er eine Überzahl von Feinden mit einem gewaltigen Energiestoß ausschalten kann.

## Kritiken
„Riddicks Kampf gegen die fanatische Sekte geht weit über die typischen Mechanismen von Hollywoods sonstigen Action- und Science-Fiction-Spektakeln hinaus. Auch Twohy jagt zwar seinen Helden von einem Action-Set-Piece zum nächsten, doch jede der Sequenzen ist Teil eines Reifungsprozesses, der in den Historiendramen und Tragödien Shakespeares wurzelt. So entfernt die Welt von Riddick auch von der unseren zu sein scheint, letztlich ist sie ihr näher, als man es aus dem Kino gewohnt ist. Twohy hat einen radikal eigenen Kosmos erschaffen, in dem er nun den philosophischen und moralischen Fragen unserer Zeit nachgeht.“

„‚Riddick‘ kreiert ein durchaus postmodernes, aber stets originelles und bildmächtiges Universum, in dem es allein um die Selbstbehauptung des Individuums geht. […] Auch dank seines Protagonisten (der zugleich als Produzent des Films agierte) ist Twohy nicht allein ein mehr als würdiger Nachfolger von ‚Pitch Black‘ gelungen, sondern ein bemerkenswerter Stil-Mix aus Zukunftsvision, Ritterepos und (Anti-)Kriegsfilm. Darüber hinaus darf sich der Regisseur rühmen, mit der 21-jährigen Alexa Davalos als Kyra eine Entdeckung gemacht zu haben.“

„Seine Stimme ist die beste Waffe: Im Original redet Vin Diesel wie ein offener Tank, es gurgelt aus ihm heraus, er läuft nur deswegen nicht aus, weil sein strammer Nacken alles zusammenhält. […] Es geht in ‚Riddick – Chronik eines Kriegers‘ nicht um Originalität, sondern darum, die Standardsituationen des Genres auf einen neuen Helden anzuwenden. Die Nähe zum Computerspiel schadet dabei gar nicht, denn Science-Fiction lebt nun einmal auch vom Design.“

## Auszeichnungen
- Der Film wurde für einen Saturn Award 2005 in den Kategorien Beste Spezialeffekte und Beste DVD-Special Edition nominiert.
- Vin Diesel erhielt eine Nominierung für den Negativpreis Goldene Himbeere 2005 in der Kategorie Schlechtester Schauspieler.

## Fortsetzung
Eine Fortsetzung unter dem Titel Riddick: Überleben ist seine Rache (OT: Riddick) lief am 6. September 2013 in den US-amerikanischen und am 19. September 2013 in den deutschen Kinos an.